# Plectrochilus
Plectrochilus (Плектрохілус) — рід риб з підродини Vandelliinae родини Trichomycteridae ряду сомоподібні. Має 3 види. Наукова назва походить від грецьких слів plektron, тобто «шпори», cheilos — «губа».

## Опис
Загальна довжина представників цього роду коливається від 6,3 до 9,3 см. Голова й тулуб стрункі, хробакоподібні. Очі маленькі, опуклі. Губи з одонтодами (шкіряними зубчиками). Є 2 крихітних вуси. Рот маленький. Зуби загострені. Усі плавці маленькі. Спинний і грудні плавці широкі. Жировий плавець відсутній. Хвостовий плавець має трикутну форму, розширений на кінці.
Забарвлення світло-коричневе, окремі види мають тонкі смужки.

## Спосіб життя
Це бентопелагічні риби. Воліють до прісної води. Активні вночі. Нападають на великих пласкоголових сомів, присмоктуються або вгризаються до черева риб, кров'ю яких живляться. Цьому сприяє будова зубів та одонтоди на губах.

## Розповсюдження
Мешкають у басейнах річок Амазонка (Бразилія і Перу) та Напо (Еквадор).

## Види
- Plectrochilus diabolicus
- Plectrochilus machadoi
- Plectrochilus wieneri